# Escritoras de la Generación del 27
El término Generación del 27 en España es comúnmente asociado al grupo de escritores varones pero también hay escritoras que compartieron las mismas inquietudes y espacios. Desde 2016, tras la publicación del libro Las Sinsombrero de Tània Balló, las escritoras y poetas de esta generación han recibido también el nombre de Las Sinsombrero, aunque bajo este nombre hay también artistas plásticas y pensadoras.

## Las Sinsombrero
El nombre con el que se conoce a esta generación de artistas es debido al acto de rebeldía que protagonizaron Margarita Manso y Maruja Mallo (ambas residentes en la Real Academia de San Fernando) junto a Salvador Dalí y Federico García Lorca al descubrirse la cabeza al quitarse el sombrero cuando pasaban por la Puerta del Sol, lo que provocó insultos y que les apedreasen los demás viandantes.

## Antecedentes
A la crisis de 1898 se sumó la cuestión femenina ya que el movimiento feminista, nacido en Inglaterra y Estados Unidos, que incorporó a la mujer al mundo laboral provocó la aparición de una mujer nueva que, sobre todo a partir de la Primera Guerra Mundial, fue asumiendo un papel cada vez más relevante en la sociedad.
La creación del Lyceum Club Femenino, en 1926, bajo la dirección de María de Maeztu fue un aglutinante del despegar cultural y vital femenino. También en pocos meses aparecieron cinco revistas femeninas que abarcaban todo el espectro político: Mujer (republicana), Nosotras (marxista), Aspiraciones (extrema derecha), Ellas (derecha) y Cultura integral y femenina (republicana). Las de izquierdas querían favorecer la liberación de la mujer, las de derechas apoyar el papel tradicional.
La reducción de la natalidad permitió a la mujer reducir la estancia en el hogar dedicado al cuidado de los hijos.

## Características comunes

#### Publicación de sus primeros libros en fechas cercanas.
En 1927 Elisabeth Mulder publicaba Sinfonía en rojo y Josefina de la Torre, Versos y estampas. Pilar de Valderrama tenía ya dos poemarios, Las piedras de Horeb de 1923 y Huerto cerrado de 1925. Ernestina de Champourcín En silencio de 1926, Concha Méndez, Inquietudes de 1926, Cristina de Arteaga, Sembrad de 1925, Josefina Bolinaga Alma rural de 1925, Casilda de Anton del Olmet había publicado sus dos cancioneros, Cancionero de mi tía en 1917 y Nuevo Cancionero de 1929. Carmen Conde publicó en 1929 Brocal. Hay hasta casi 40 mujeres editando sus primeras obras al tiempo que los integrantes varones del 27, muchas de ellas en las mismas imprentas y moviéndose en los mismos círculos.

#### Publicación en revistas
Rosa Chacel colaboró activamente en revistas como La hora de España, Revista de Occidente y Ultra. María Teresa León, fundadora de las guerrillas de teatro que actuaban en el frente de guerra para entretener a los soldados, fundó la revista Octubre y El mono azul. Ernestina de Champourcin, escribió artículos de crítica en periódicos y revistas, en especial El Heraldo y La Época, donde profundizó en cuestiones como la naturaleza de la poesía pura y la estética de la poesía nueva que cultivaban en esos años los jóvenes del 27. En Héroe, la revista que se imprimió en la imprenta de Concha Méndez y Manuel Altolaguirre, publicaron  Ernestina de Champourcin, Rosa Chacel o Margarita Pedroso. Y en La Gaceta Literaria dirigida por Ernesto Giménez Caballero publicaron entre otras Ernestina Champourcin, Concha Méndez,  María Luisa Muñoz, Margarita Nelken y Rocha Chacel. Lucía Sánchez Saornil nunca publicó un libro, todos sus poemas aparecieron en revistas como Grecia, Los Quijotes, Cervantes y Ultra.

#### Evolución común en su poesía
- Buscaron renovar la poesía tradicional. Gloria de la Prada con El barrio de la Macarena de 1917, Casilda de Anton del Olmet con sus  dos cancioneros, Ernestina de Champourcin escribió Romances del camino incluidos en Cántico inútil y María Teresa Roca de Togores publicó en 1935 Romances del Sur. Incluso Margarita Ferreras mucho más vanguardista en su libro Pez en la tierra incluyó un apartado con el nombre de Romances.[6]
- Formaron parte también de la vanguardia. Lucía Sánchez Saornil militó en el ultraismo;  María Cegarra, cuyo poemario Cristales está formado con pequeños poemas muy semejantes a haikus; Carmen Conde con sus poemas en prosa de Brocal; Margarita Ferreras con sus imágenes eróticas tan desconcertantes. Y en general jugaban con la escritura eliminando signos de puntuación, sin distinguir mayúsculas y minúsculas, etc.[6]
- A partir de la llegada de la República apareció el compromiso en su poesía, la humanización y la poesía social y política.[6]

#### Universitarias
María Teresa León fue la primera española en conseguir un doctorado en Filosofía y Letras y Concha Méndez obtuvo la carrera de Literatura geográfica y el título de Profesora de español. María Cegarra fue la primera licenciada de España en Ciencias Químicas. Cristina de Arteaga obtuvo la licenciatura en Historia con premio extraordinario en 1921.

#### Amistad
Se dedicaban  mutuamente poemas. Así Concha Méndez dedicó  poemas en su libro Canciones de mar y tierra 1930 a Maruja Mallo, Rosa Chacel y Carmen Conde. Rosa Chacel, a su vez, dedicó poemas a María Teresa León y María Zambrano. Ernestina de Champourcín y Carmen Conde mantuvieron una relación de amistad epistolar a lo largo de toda su vida, como también la mantuvo Conde con María Cegarra. Champourcín compartía tertulias con María Teresa Roca de Togores.

#### Grandes viajeras
Muchas viajaron por Europa con las becas de la Junta para la Ampliación de Estudios, como corresponsales o por investigación. Concha Méndez incluso se atrevió a viajar sola, lo cual supuso un escándalo en su época.

#### Espacios comunes
Los espacios comunes en los que compartían intereses fueron la Residencia de Señoritas y el Lyceum Club Femenino.

## Las componentes de la Generación del 27

### Poetas
En 1930, Ángel Valbuena Prat publicó un estudio titulado La poesía española contemporánea en el que sólo aparecen tres nombres femeninos: Josefina de  la Torre, Ernestina de Champourcín y Concha Méndez. Gerardo Diego los redujo a dos: Josefina de la Torre y Ernestina de Champourcín en la Antología poética española contemporánea (1915-1934) en 1934. A lo largo del siglo XX las antologías de la Generación del 27 no suelen tener nombres femeninos y si los tienen, son estos y, a veces, Carmen Conde y Rosa Chacel, a excepción de una antología hecha por César González Ruano en la que incluyó a más de 250 autores.
Pepa Merlo en su antología Peces en la tierra recoge los poemas de las siguientes poetas:
- Casilda de Antón del Olmet (1871-1954)
- Gloria de la Prada (1886-1951)
- Pilar de Valderrama Alday (1889 - 1979)
- Lucía Sánchez Saornil (1895-1970)
- Rosa Chacel (1898 - 1994)
- Concha Méndez (1898-1986)
- María Luisa Muñoz de Vargas (1898-1994)
- Josefina Bolinaga (1900-¿1965?)
- Margarita Ferreras (1900-c.1964)
- Cristina de Arteaga (1902-1984)
- María Cegarra Salcedo (1903-1993)
- Elisabeth Mulder (1904-1987)
- Ernestina de Champourcin (1905 - 1999)
- María Teresa Roca de Togores (1907- 1996)
- Carmen Conde (1907-1996)
- Josefina de la Torre (1907 - 2002)
- Marina Romero (1908-2001)
- Josefina Romo Arregui (1913 - 1979)
- Dolores Catarineu (1916 - 2006)

### Escritoras en prosa y dramaturgas
- María Francisca Clar Margarit (1888-1952) dramaturga.[18]
- Teresa de Escoriaza (1891-1968) escritora y periodista.
- María Teresa Borragán (1893-1961) periodista, novelista y dramaturga.[19]
- Margarita Nelken (1894 - 1968) escritora y política
- María Luz Morales Godoy (1898-1980) escritora, periodista y traductora.
- Magda Donato (1898 - 1966) escritora y actriz.
- María Teresa León (1903-1988)
- Sara Insúa (1903-1992) escritora y periodista.
- María Zambrano (1904 - 1991) filósofa.
- Carlota O'Neill (1905-2000) escritora y periodista
- Luisa Carnés (1905-1964) escritora.
- Federica Montseny (1905-1994) política y escritora.
- Ana María Martínez Sagi (1907-2000) poeta y periodista.
- Josefina Carabias (1908-1980) escritora y periodista.

### Dramaturgas que estrenaron entre 1920 y 1936
- Matilde Ribot de Montenegro,[20] autora de La princesa encantada representada en 1920.[21]
- Sofía Blasco[22] autora de Hacia la vida, Una tarde a modas y Redención.
- Condesa de San Luis[23] autora de Don Juan no existe y La Pasión Ciega representadas en 1924 y 1925.
- María Luisa Madrona de Alfonso[24] autora teatral de La vuelta, Madrona y el monólogo La tobillera ultrachic representada en 1927[25]
- Anita Prieto, autora de Las verbeneras en representada en 1928.[26]
- Eduarda Adelina Aparicio y Ossorio (seudónimo: Adebel)[27] autora de La díscola  representada en 1929.[28]
- Aurora Sánchez y Aroca, (seudónimo de Sancho Abarca,) autora de Amor de ocaso representada en 1933[29] y El consejo de los diez, drama histórico.[30]